# 신문의 날
신문의 날(新聞의 날)은 신문의 사명과 책임을 자각하고 자유와 품위 등을 강조하기 위하여 언론인들이 제정한 날로, 독립신문 창간 61주년(1896년 4월 7일 창간)을 기하여 매년 양력 4월 7일에 기념하고 있다.

## 내용
1957년 4월 7일 창립된 한국신문편집인협회(초대회장 이관구 李寬求)는 이날부터 한 주일 동안을 신문주간으로 설정하는 한편, 그 기념행사의 일환으로 다음날인 8일, 서울 시공관에서 독립신문 창간61주년 기념식을 거행하고 신문윤리강령을 선포하였다. 이 때부터 언론계는 해마다 4월 7일을 '신문의 날'로 정하고, 선언문과 함께 그 해의 행동지표로서 표어를 제정, 이의 실천을 다짐하고 있다. 또 이날은 전국 각 신문이 휴간을 하며, 한 주 동안 각종 신문주간 기념행사를 가진다.
한편 한국 최초의 민간신문이자 순한글 신문인 독립신문은 독립협회의 기관지로, 독립 정신을 높이기 위해 서재필·윤치호가 1896년 4월 7일 창간했다. 독립신문은 민중계몽과 신문의 중요성을 일깨워 여러 민간신문이 창간되는 계기를 만들었으며, 창간 4년 만인 1899년(광무 3년)에 폐간되었다.